# Tahiat Alalam
Tahiat Alalam of Ishy Bilady (naar de eerste woorden, Leve mijn land) (Arabisch: عيشي بلادي)is het volkslied van de Verenigde Arabische Emiraten. Het volkslied werd ingevoerd in 1971. Het volkslied is gecomponeerd door Saad Abdel Wahab en de tekst werd geschreven door Arif Al Sheikh Abdullah Al Hassan.

## Tekst
| Arabisch | Nederlands |
| --- | --- |
| عيشي بلادي عاش اتحاد إماراتنا عشت لشعب دينه الإسلام هديه القرآن حصنتك باسم الله يا وطن بلادي بلادي بلادي بلادي حماك الإله شرور الزمان أقسمنا أن نبني نعمل نعمل نخلص نعمل نخلص مهما عشنا نخلص نخلص دام الأمان و عاش العلم يا إماراتنا رمز العروبة كلنا نفديك بالدما نرويك نفديك بالأرواح يا وطن | Leve mijn land, de eenheid van ons Emiraten leven. Je hebt geleefd voor een natie. Wiens religie is Islam en gids is de Koran. Ik maakte je sterker in Allah's naam, oh thuisland. Mijn land, mijn land, mijn land, mijn land. God heeft je beschermd tegen het kwaad van de tijd. We hebben gezworen om te bouwen en te werken. Werk oprecht, werken oprecht. Zolang we leven, zullen we oprecht zijn. De veiligheid heeft geduurd en de vlag heeft gewoond oh onze Emiraten. Het symbool van het Arabisme. We offer ons op voor u, leveren wij u met ons bloed. Wij offeren ons op voor u met onze zielen oh vaderland. |